# Ångströmlaboratoriet

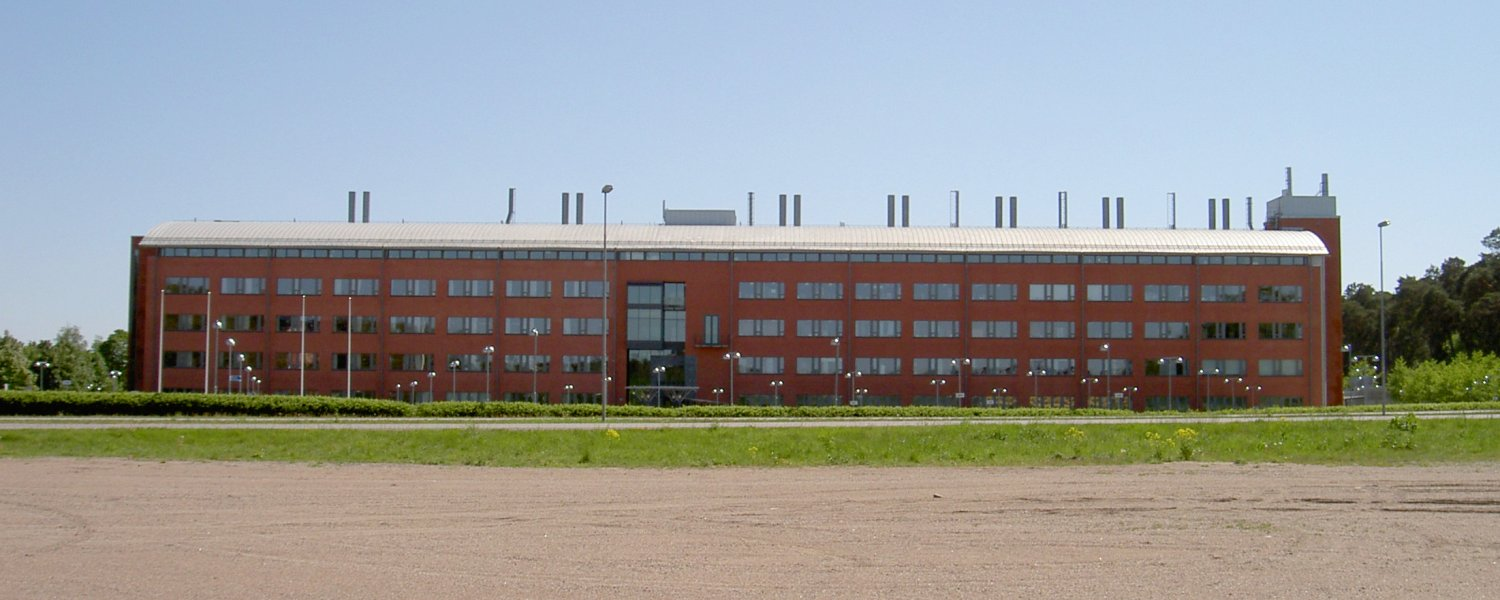
Facciata nord, ingresso principale

Ångströmlaboratoriet è un campus dell'Università di Uppsala, composto da dieci edifici principali fra loro intercollegati, sede dei dipartimenti di matematica, fisica, chimica e scienze dei materiali. Prende il nome da Anders Jonas Ångström, celebre professore di fisica e pioniere della spettroscopia, direttore dell'osservatorio astronomico di Uppsala e rettore dell'Università nel 1870-1871, e suo figlio Knut Ångström, noto per le sue ricerche sulla radiazione solare e per gli strumenti scientifici da lui ideati allo scopo.

## Storia

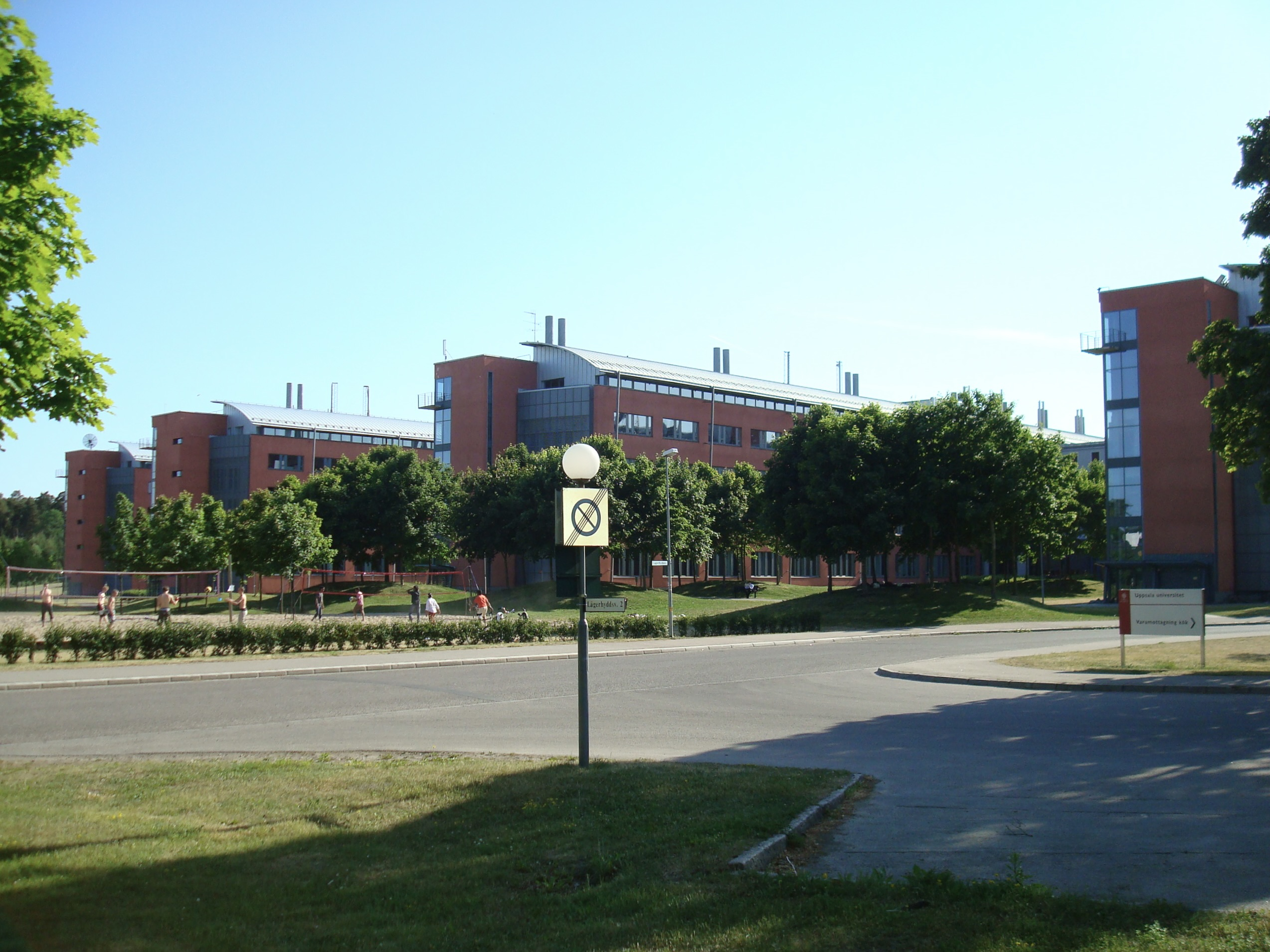
Vista da nordest

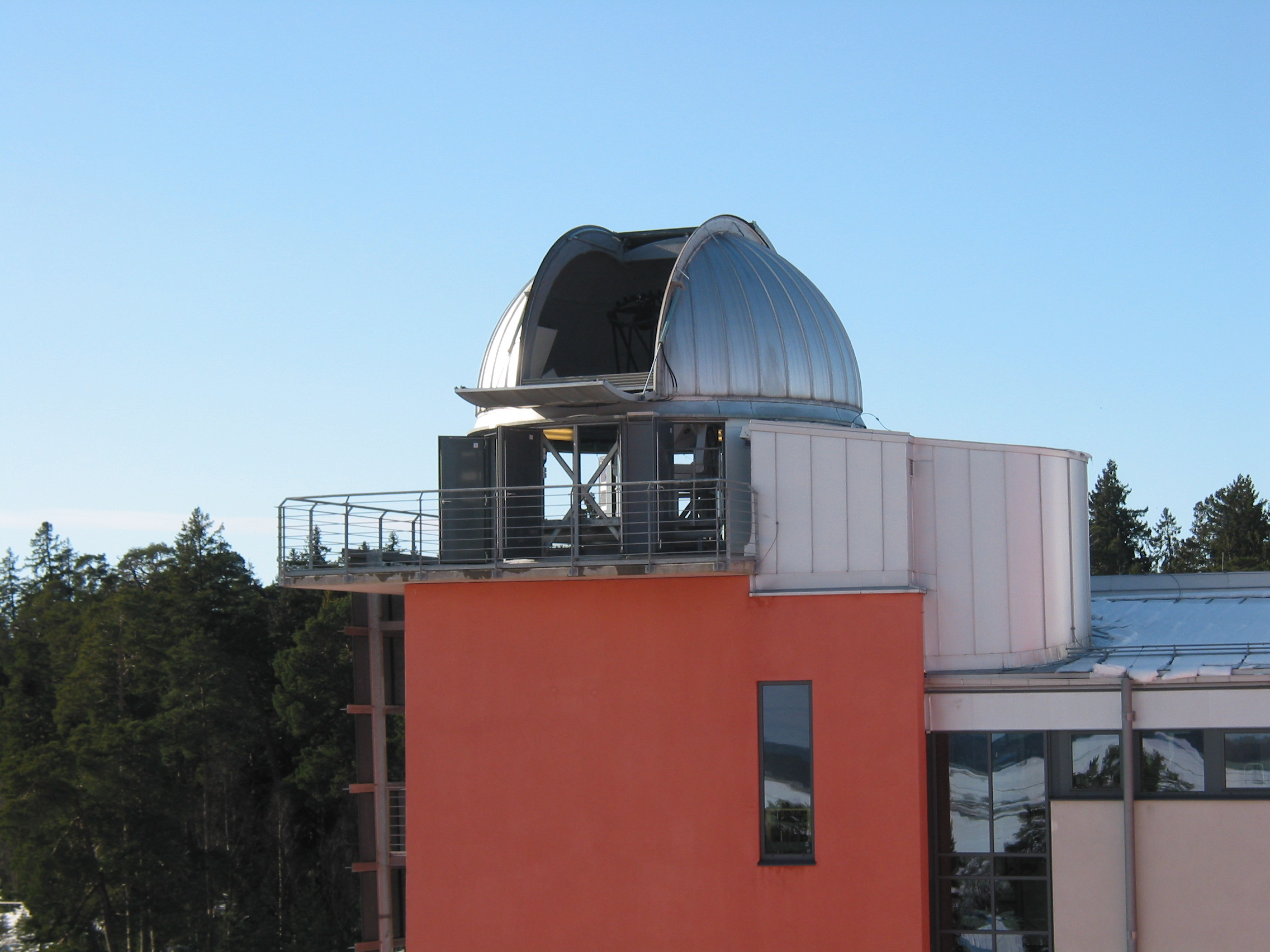
Il telescopio Westerlund

Il campus venne inaugurato nel 1997, e sorge in un'area precedentemente usata come campo per le esercitazioni militari dal reggimento Upplands, che in passato era di stanza a Polacksbacken. Nel 2000 il campus venne esteso con la costruzione dell'edificio 7, completata nel 2006.
Ångströmlaboratoriet ospita l'osservatorio astronomico di Uppsala, e nel 2003 è stata completata la costruzione del telescopio Westerlund, che prende il nome da Bengt Westerlund, astronomo e professore all'Università di Uppsala. È un telescopio riflettore con specchio da 90 cm, installato in una cupola rotante situata al quinto piano nell'estremità sud del complesso.
Nel 2013 è stata completata la costruzione del laboratorio FREIA, dedicato alla fisica delle particelle, situato tra l'edificio 5 e l'edificio 7.
Nel 2017 venne approvato un progetto di espansione di Ångströmlaboratoriet, con la costruzione di una nuova ala a sud, e di un nuovo edificio locato di fronte all'ingresso principale, nell'area occupata dal parcheggio, destinato ad ospitare il dipartimento di informatica, precedentemente locato presso Polacksbacken. Il progetto fu finanziato con un investimento di 1,2 miliardi di corone e la costruzione iniziò nel 2018. La nuova ala venne completata nel 2020, e il nuovo edificio nel 2022.